# Euro Hockey League 2008/2009
De Euro Hockey League 2008/2009 was de tweede editie van de Euro Hockey League.
Ten opzichte van de vorige editie waren teams uit Oostenrijk en Zwitserland er niet bij. Hun plaatsen werden ingenomen door teams uit Italië en Oekraïne. Het toernooi begon in oktober 2008 en werd op 31 mei 2009 wederom afgesloten in Rotterdam. Deze tweede editie werd gewonnen door HC Bloemendaal na het verslaan van de winnaar van de vorige editie Uhlenhorster HC.

## Kwalificatie
De verdeling van het aantal deelnemers naar land is dit seizoen als volgt:
| 1. Nederland \| 2. Spanje \| 3. Engeland \| 4. Duitsland |
| 3 teams                                                  |
| 5. Frankrijk \| 6. Polen \| 7. België \| 8. Schotland    |
| 2 teams                                                  |
| 9. Rusland \| 10. Ierland \| 11. Oekraïne \| 12. Italië  |
| 1 team                                                   |

## Deelnemers
- : HC Bloemendaal, Amsterdamsche H&BC, HC Rotterdam
- : RC Polo de Barcelona, Atlètic Terrassa, Club Egara
- : Reading HC, East Grinstead HC, Cannock HC
- : Uhlenhorster HC, Der Club an der Alster, Düsseldorfer HC
- : St Germain HC, Lille MHC
- : WKS Grunwald Poznań, KS Pocztowiec Poznan
- : KHC Leuven, Waterloo Ducks HC
- : Kelburne HC, Western Wildcats HC
- : HC Dinamo Kazan
- : Three Rock Rovers HC
- : Olimpia Kolos Sekvoia
- : HC Bra

## Competitie
In de eerste ronde spelen 24 teams in acht groepen van drie. De nummers één en twee gaan door naar de achtste finale. Een groepswinnaar wordt daarin gekoppeld aan een nummer 2. Vervolgens zijn er kwartfinales, halve finales en de finale.

### Ronde 1A
- 24 t/m 26 oktober 2008; Amstelveen, Nederland

#### Poule A
- 1. Club Egara* 2-10 (+11)
- 2. Der Club an der Alster* 2-5 (-1)
- 3. KS Pocztowiec Poznan 2-0 (-10)

#### Poule B
- 1. Düsseldorfer HC* 2-7 (+2)
- 2. St Germain HC* 2-7 (+2)
- 3. HC Bra 2-2 (-4)

#### Poule C
- 1. Amsterdamsche H&BC* 2-10 (+15)
- 2. WKS Grunwald Poznań* 2-5 (-4)
- 3. Olimpia Kolos Sekvoia 2-0 (-11)

#### Poule D
- 1. HC Bloemendaal* 2-10 (+10)
- 2. Cannock HC* 2-5 (-2)
- 3. HC Dinamo Kazan 2-1 (-8)

### Ronde 1B
- 31 oktober t/m 2 november 2008; Rijsel, Frankrijk

#### Poule E
- 1. HC Rotterdam* 2-10 (+6)
- 2. Reading HC* 2-6 (+1)
- 3. Western Wildcats HC 2-1 (-7)

#### Poule F
- 1. East Grinstead HC* 2-10 (+4)
- 2. Waterloo Ducks HC* 2-6 (+2)
- 3. Kelburne HC 2-0 (-6)

#### Poule G
- 1. RC Polo de Barcelona* 2-10 (+6)
- 2. Uhlenhorster HC* 2-5 (-1)
- 3. Lille MHC 2-1 (-5)

#### Poule H
- 1. KHC Leuven* 2-7 (+2)
- 2. Three Rock Rovers HC* 2-4 (0)
- 3. Atlètic Terrassa 2-3 (-2)

De teams met een * zijn door naar de volgende ronde.

## Knock-outfase

### Ronde 2
locatie: Hamburg, Duitsland
Vrijdag 10 april 2009:
- Club Egara 4-2 Der Club an der Alster
- East Grinstead HC 3-2 St Germain HC
- Düsseldorfer HC 2-3 Uhlenhorster HC
- HC Bloemendaal 3-1 Cannock HC

Zaterdag 11 april 2009
- HC Rotterdam 4-2 WKS Grunwald Poznań
- Amsterdamsche H&BC 4-2 Waterloo Ducks HC
- RC Polo de Barcelona 0-1 Reading HC
- KHC Leuven 2-1 Three Rock Rovers HC

### Kwartfinale
Locatie: Hamburg, Duitsland
Zondag 12 april 2009:
- HC Bloemendaal 3-2 East Grinstead HC
- Uhlenhorster HC 4-3 Club Egara

Maandag 13 april 2009:
- HC Rotterdam* 2-2(5-3) Amsterdamsche H&BC
- KHC Leuven 2-1 Reading HC

(*)Rotterdam wint na het nemen van shout-outs.

### Halve finale & finale
Locatie: Rotterdam, Nederland
Zaterdag 30 mei 2009:
- HC Bloemendaal 4 - 3 HC Rotterdam
- Uhlenhorster HC 3 - 2 KHC Leuven

Zondag 31 mei 2009:
3/4 plaats:
- KHC Leuven 1 - 8 HC Rotterdam

Finale:
- Uhlenhorster HC 4 - 5 HC Bloemendaal

## Eindrangschikking
| rang   | club            |
| ------ | --------------- |
| Goud   | HC Bloemendaal  |
| Zilver | Uhlenhorster HC |
| Brons  | HC Rotterdam    |
| 4      | KHC Leuven      |

- Teun de Nooijer (HC Bloemendaal) werd uitgeroepen tot de "meest waardevolle speler van het toernooi".

## Kampioen
| Euro Hockey League 2008/2009 |
| ---------------------------- |
| HC Bloemendaal 3de titel     |